# Гобийски Алтай
Гобийски Алтай (на монголски: Говь Алтайн нуруу) е верига от планински хребети и масиви, разделени от сухи долини и котловини, в южната част на Монголия, югоизточно продължение на Монголски Алтай. Простира се от северозапад на югоизток на протежение над 500 km, като на северозапад, в района на 98° и.д. се свързва с Монголски Алтай, а на югоизток хребетите постепенно се понижават и потъват в равнините на пустинята Гоби. От северозапад на югоизток последователно са разположени хребетите: Баян Цаган Ула (3452 m), Их Богдо Ула (3957 m), Бага Богдо Ула (3590 m), Арц Богдо (2477 m), Гурван Сайхан (2825 m), Дзолен Ула (2422 m), Номгон Ула (2190 m), Хачиг Ула (1926 m), Хурх Ула (1763 m), като преобладаващите височини са от 1500 до 2500 m. Изградени са от гранити, пясъчници и варовици. Районът на Гобийски Алтай е силно сеизмичен. През 1957 г. в северната част на планината става катастрофално земетресение със сила 11 – 12 бала, като сеизмичните вълни се разпростират на територия около 5 млн. km². През 1958 г. става ново голямо земетресение (Баян Цаганско) с магнитуд 10 бала. Долните части от склоновете на хребетите са заети от пустинна растителност, а горните – от степна.